# 印牧広次
印牧 広次（かねまき ひろつぐ）は、室町時代後期の武将。朝倉氏の家臣。
越前国の朝倉孝景に仕えており、優れた武将であると共に文官としての才もあった。幻雲文集（「続群書類従」所収）によれば、「居越州府。以司国務。」とあり、政務を見る一方、「膂力絶人。勇功蓋國。」などと武人としても賞賛されている。
文明7年（1475年）2月14日の犬山城での合戦で手柄を立てている（「文明乙未二月十四日。於州之大山合戦。」幻雲文集内印牧廣次書後、「同七年乙未二月十四日夜大野犬山夜討、印牧忠節」当国御陳之次第）。
次男・景久は宇野久重の養子となった。